# Louis Mountbatten
Louis Francis Albert Victor Nicholas Mountbatten, 1st Earl Mountbatten of Burma, KG, GCB, OM, GCSI, GCIE, GCVO, DSO, PC, britanski
admiral flote, * 25. junij 1900, Windsor, Berkshire, Anglija,
† 27. avgust 1979, Dongel Bay, Country Sligo, Irska.
Admiral Mountbatten, bratranec kralja Jurija VI.. V drugi svetovni vojni je bil od leta 1939 do 1941 sprva komandant flote rušilcev, potem pa flote letalonosilk. V bojih za Kreto 1941 je doživel neuspeh. Od februarja 1942 član komiteja združenih generalštabov. Kot vrhovni komandant zavezniških sil v jugovzhodni Aziji je organiziral sile za poraz Japonske v  Burmi, Maleziji, in Indoneziji.
Bil je zadnji Indijski podkralj. Vodil je umik Združenega kraljestva iz Indije v letih 1947/1948. Leta 1950 postane komandant britanske flote v Sredozemlju, 1953 do 1954 pa komandant sil Nata. Leta 1955 je postal prvi lord admiralitete in šef štaba britanske flote, 1959 pa načelnik Obrambnega štaba britanskih oboroženih sil.
Ubit je bil v napadu Začasne irske republikanske armade.